# Epiphragma nephele
Epiphragma nephele är en tvåvingeart som beskrevs av Alexander 1948. Epiphragma nephele ingår i släktet Epiphragma och familjen småharkrankar.
Artens utbredningsområde är Peru. Inga underarter finns listade i Catalogue of Life.